# Dwudziestościan foremny

Dwudziestościan foremny

Dwudziestościan foremny

Animacja obrotu dwudziestościanu

Przykładowa siatka dwudziestościanu foremnego

Dwudziestościan foremny a. ikosaedr lub ikozaedr (z gr.) – najbardziej złożony wielościan foremny o 20 ścianach w kształcie przystających trójkątów równobocznych. Ma 30 krawędzi i 12 wierzchołków oraz 15 płaszczyzn symetrii. Ścinając wierzchołki dwudziestościanu, otrzymujemy wielościan półforemny o nazwie dwudziestościan ścięty. Symetria bryły jest opisana niekrystalograficzną klasą m35.

## Wzory i własności
W poniższych wzorach {\displaystyle a} oznacza długość krawędzi dwudziestościanu foremnego.
- Pole powierzchni całkowitej[6]:

{\displaystyle S=5\ a^{2}{\sqrt {3}}\approx 8{,}6603\ a^{2}}
- Objętość[6]:

{\displaystyle V={\frac {5}{12}}\ a^{3}\ (3+{\sqrt {5}})\approx 2{,}1817\ a^{3}}
- Apoloniusz z Pergi wykazał, że dla dwudziestościanu foremnego i dwunastościanu foremnego opartych na wpisanych kulach o takim samym promieniu zachodzi zależność[5]:

{\displaystyle {\frac {V_{20}}{V_{12}}}={\frac {S_{20}}{S_{12}}}={\sqrt {{\frac {3}{10}}\left(5-{\sqrt {5}}\right)}}}
gdzie {\displaystyle V_{n},\;S_{n}} oznacza odpowiednio objętość i pole powierzchni {\displaystyle n}-ścianu foremnego.
- Promień kuli wpisanej[6]:

{\displaystyle r={\frac {a}{12}}\ {\sqrt {3}}(3+{\sqrt {5}})\approx 0{,}7558\ a}
- Promień kuli opisanej:

{\displaystyle R={\frac {a}{4}}\ {\sqrt {10+2{\sqrt {5}}}}\approx 0{,}9511\ a}
- Promień kuli stycznej do krawędzi[6]

{\displaystyle \delta ={\frac {a(1+{\sqrt {5}})}{4}}}
- kąt między ścianami:

138,2°
- Grupa symetrii:

Ih